# 范邦幹
范邦幹（？—？），中國清朝官員，本籍中國浙江。范邦幹於1821年（道光1年）接替徐鍔，於台灣擔任台灣府台灣縣知縣。管轄約今台灣南部之嘉義縣、嘉義市、台南縣、市全境及高雄縣部份區域。該區域面積約為4500平方公里，也是清治時期台灣島之漢人集中地所在。
| 前任： 徐鍔 | 台灣府台灣縣知縣 1821年上任     | 繼任： 李慎彝 |
| 前任： —    | 台灣噶瑪蘭廳羅東巡檢 1812年上任 | 繼任： 張炘   |